# Allmählichkeitsschaden
Der Allmählichkeitsschaden ist ein Begriff aus dem Bereich der Haftpflichtversicherung. Unter Allmählichkeitsschäden fallen Personen-, Sach- und Vermögensschäden, welche durch die allmähliche Einwirkung von Temperatur, von Gasen, Dämpfen oder Feuchtigkeit und von Niederschlägen (Rauch, Ruß, Staub) entstanden sind. Bis zu den Allgemeinen Haftpflichtbedingungen (AHB) 2002 galten Allmählichkeitsschäden als Ausschluss von der Versicherungsleistung. Seit den AHB 2008 besteht ein solcher Ausschluss in der Regel nicht mehr. 

## Beschreibung
Dabei war nicht ausschlaggebend, ob der eigentliche Schaden allmählich eingetreten ist (das kann auch plötzlich passiert sein), sondern dass das schadenauslösende Ereignis zu einer länger andauernden schädlichen Einwirkung geführt hat.
Ab welcher Zeitdauer die Einwirkung bis zum Schadeneintritt als „allmählich“ anzusehen war, ließ sich nicht genau festlegen. Folgende Zeiträume wurden in der Rechtsprechung als ausreichend angesehen:
- 3 Jahre bei Feuchtigkeitseinwirkung auf ein durch einen Bagger zerstörtes Stromkabel
- 6 Monate bei Temperatureinwirkung auf eine Schamottewand
- 4–5  Wochen Feuchtigkeitseinwirkung infolge fehlerhafter Installation, die zum Verwerfen eines Parkettfußbodens führt
- 4 Tage bei Absinken der Raumtemperatur, die zum Einfrieren der Heizungsanlage führt (umstritten)